# Merijn de Bruin
Merijn de Bruin (8 juli 1971) is een Nederlands tafeltennisser die vanaf het seizoen 2009/10 voor Agin Otten Heerlen in de Nederlandse eredivisie speelt. Hij werd in 1996 (met Jonah Kahn) en 2009 (met Frank Rengenhart) Nederlands kampioen dubbelspel.

## Biografisch
De linkshandige De Bruin kwam eerder uit voor onder meer de Nederlandse clubs TTV Avanti, FVT, Re/Max Hendrix en in 2008/09 voor Pecos. Tevens speelde hij in de Duitse competitie voor DJK Munster. De Bruin is net als onder andere Michel de Boer een van een lichting spelers die sinds de vroege jaren negentig opereert in de sportieve schaduw van landgenoten Trinko Keen en Danny Heister. Zo werd hij in 1994, 1996, 2006 en 2007 derde op het NK enkelspel, waar Keen en Heister de finale speelden. Samen met hen won hij zilver op het Europees Jeugd Kampioenschap (EJK)1989. De Bruin schopte het in hun kielzog eveneens tot Nederlands international (11x).
Keen en Heister waren er op het NK 2009 niet meer bij, waarop de als zevende geplaatste De Bruin zich langs onder meer Barry Wijers tot in de finale wist te werken. Daarin legde hij het echter met 4-3 af tegen Qi Xiao Feng.
De Bruin is in het maatschappelijk leven sportpsycholoog. Hij is geaccrediteerd bij de Vereniging voor Sportpsychologie in Nederland (VSPN) en heeft een praktijk in Amstelveen. Tevens geeft hij colleges aan de Wageningen Universiteit en aan de Volks-universiteit Amstelland.